# Charmion von Wiegand
Charmion von Wiegand (* 4. März 1896 in Chicago; † 9. Juni 1983 in New York) war eine US-amerikanische Journalistin, Kunstkritikerin und Malerin, deren Werk von Piet Mondrians neoplastizistischem Malstil inspiriert war.

## Leben und Werk
Charmion von Wiegand war das zweite Kind nach ihrem Bruder Norman von Inez Royce und dem amerikanischen Journalisten deutscher Herkunft, Karl von Wiegand. Von Wiegand wurde in Chicago geboren und wuchs in Arizona, San Francisco und Berlin auf, wo die Familie ab 1911 lebte. Nach der Rückkehr in die Vereinigten Staaten besuchte sie ab 1915 ein Jahr lang das Barnard College und anschließend die Columbia University, um Journalismus und Kunstgeschichte zu studieren.
In den 1920er Jahren heiratete sie und zog nach Darien. Da das Leben als Hausfrau sie langweilte, begann sie sich auf den Rat eines Therapeuten hin 1925 autodidaktisch mit der Malerei zu befassen. Ihre ersten Bilder zeigten einen Apfelbaum und ihr Anwesen in Darien. Nach der Scheidung von ihrem Mann mietete sie ein Atelier in Greenwich Village, doch war sie weiterhin vorwiegend journalistisch tätig.
Im Jahr 1929 reiste von Wiegand nach Moskau, wo sie als einzige Frau unter den Korrespondenten in Russland für die Hearst Corporation arbeitete. In dieser Zeit malte sie an Wochenenden Moskaus Kirchen. 1932 kehrte sie wegen der Beschränkungen durch den Stalinismus nach New York zurück und heiratete den kommunistischen Schriftsteller Joseph Freeman (1897–1965), Gründer und Herausgeber des linken Blattes New Masses und später Mitbegründer der Partisan Review. Sie setzte ihre Arbeit als Journalistin fort, besuchte Kunstausstellungen und schrieb für mehrere Kunstmagazine. Sie machte die Bekanntschaft von avantgardistischen Künstlern wie Mark Tobey, der ihr Interesse für die Spiritualität des Ostens teilte.
Am 12. April 1941 interviewte von Wiegand den niederländischen Maler Piet Mondrian, der in New York seit sechs Monaten im Exil lebte. Noch am selben Tag schrieb sie in ihr Tagebuch: „Mondrian is a light, thin man, half-bald with the sharp ascetic features of a catholic priest or scientist.“ (Mondrian ist ein schmächtiger, hagerer Mann, zur Hälfte kahl, mit den scharfen asketischen Zügen eines katholischen Priesters oder Wissenschaftlers.) Sie schlossen Freundschaft, und sie redigierte seine Schriften. Unter Mondrians Einfluss begann sie abstrakte Bilder im Stil seines intuitiven Neoplastizismus zu malen. Im selben Jahr schloss sie sich der Künstlervereinigung American Abstract Artists an und stellte 1948 dort erstmals aus. Für Mondrians erste Einzelausstellung in den Vereinigten Staaten, die im Januar 1942 in der Valentine Dudensing Gallery in New York stattfand, redigierte sie seinen begleitenden Text Toward a True Vision of Reality (Auf dem Weg zum wahren Blick auf die Wirklichkeit). Sie begleitete die Arbeit von Mondrians letztem, unvollendet gebliebenem Bild Victory Boogie Woogie mit Diskussionen und Entwürfen bis zu seinem Tod am 1. Februar 1944.
Nach dem Tod Mondrians widmete sie sich ganz der Malerei und informierte sich über die Lehren der Theosophie, eine spirituelle Bewegung des frühen 20. Jahrhunderts, die bereits Piet Mondrian, Wassily Kandinsky und viele Surrealisten inspiriert hatte. Durch die Lektüre entwickelte die Künstlerin ein starkes Interesse für den tibetanischen Buddhismus. Hans Richter führte von Wiegand zu Experimenten mit dem Automatismus, als Ergebnis malte sie eine Serie von Werken, die organische Formen aufweisen.
Im Jahr 1945 war sie mit Werken an Peggy Guggenheims Ausstellung „The Women“ in deren Galerie Art of This Century beteiligt, die ausschließlich Werke von Künstlerinnen zeigte. Weitere Exponate stammten beispielsweise von Louise Bourgeois, Lee Krasner und Dorothea Tanning.
Ihre Arbeiten orientierten sich auch weiterhin an Mondrian, aber sie verwendete nicht nur Primärfarben wie dieser. Ein Beispiel ist die Farbe Grün in ihrem Werk aus dem Jahr 1954 The Ancestral Altar from I Ching. Außerdem widmete sie sich der Arbeit an Collagen unter dem Einfluss von Hans Arp, Wassily Kandinsky, Joan Miró und weiteren Künstlern. Von 1952 bis 1954 war sie Präsidentin der Vereinigung American Abstract Artists.
Ihr Interesse an östlichen Religionen wuchs, und 1967 schloss sie Freundschaft mit dem buddhistischen Mönch Khyongla Rato, der aus Tibet geflüchtet war und 1975 das Tibet Center in New York gründete. In den 1970er Jahren unternahm sie Reisen nach Indien und Tibet, wo sie eine Audienz beim Dalai Lama hatte.
1980 wurde von Wiegand als Mitglied in die American Academy of Arts and Letters gewählt, und im Jahr 1982 richtete das Bass Museum of Art in Miami Beach, Florida, im Februar und März ihre erste Retrospektive mit 67 Werken aus. 1983 starb Charmion von Wiegand in New York.

## Werke (Auswahl)
- 1945: Abstract, Aquarell auf Papier, Seattle Art Museum, Seattle Washington
- 1946: The Terrace of Jade, Öl auf Leinwand, Seattle Art Museum, Seattle, Washington
- 1946: Ominous Form, Öl auf Leinwand, Seattle Art Museum, Seattle, Washington
- 1948: City Rhythm, Öl auf Leinwand, Museum of Fine Arts, Boston, Massachusetts
- 1953/4: Composition, Öl auf Leinwand, Arithmeum, Bonn[4]
- 1957–59: Night Intersection, Öl auf Leinwand, Smithsonian American Art Museum, Washington D. C.
- Um 1958: Advancing Magic Squares, Öl auf Leinwand, National Museum of Women in the Arts, Washington, D. C.
- 1966: Nothing that is wrong in principle can be right in practice – Carl Schurz, 1829–1906. Aus der Serie Great Ideas of Western Man, Öl auf Leinwand, Smithsonian American Art Museum, Washington D. C.
- 1968–70: Invocation to the Adi-Buddha, Öl auf Leinwand, Michael Rosenfeld Gallery, New York